# Roger Brown (baloncestista de 1942)
Roger William Brown (Brooklyn, Nueva York, 22 de mayo de 1942 - Indianapolis, Indiana, 4 de marzo de 1997) fue un jugador de baloncesto estadounidense que disputó ocho temporadas en la ABA. Con 1,96 metros de estatura, jugaba en la posición de alero. Desde 2003 es miembro del Basketball Hall of Fame.

## Trayectoria deportiva

### Universidad
Tras dejar el instituto en Brooklyn, fue reclutado por los Flyers de la Universidad de Dayton, pero poco después se vio involucrado junto con su compañero de high school Connie Hawkins en un asunto de apuestas ilegales, tras haber sido presentado a Jack Molinas. Nunca fueron acusados oficialmente salvo Molinas,  pero ambos fueron vetados para jugar tanto en la NCAA como en la NBA.

### Profesional
Tras el veto, continuó jugando en ligas de aficionados de Dayton, hasta que en 1967 se convirtió en el primer jugador contratado en la historia de los Indiana Pacers tras su creación ese año. Ya en su primera temporada se convirtió en el líder del equipo junto a Freddie Lewis, promediando 19,6 puntos, 8,5 rebotes y 4,3 asistencias por partido, disputando ese año el primero de los cuatro All-Star Game de la ABA en los que participaría a lo largo de su carrera.
A lo largo de su trayectoria en la liga, que transcurrió entera en los Pacers salvo unos cuantos partidos con los Memphis Sounds y los Utah Stars ganó tres campeonatos de liga, en 1970, 1972 y 1973, fue 4 veces All-Star, elegido en el Mejor quinteto de la ABA en 1971 y en el segundo en 1968 y 1970, y acabó siendo incluido en el Mejor equipo de todos los tiempos de la ABA. Tiene el récord de la ABA de anotar 14 tiros de campo consecutivos en un partido, y 21 a lo largo de tres partidos.
En 2013 se anunció su elección como miembro del Basketball Hall of Fame.

## Estadísticas de su carrera en la ABA

### Temporada regular
| Temporada | Edad | Equipo         | Liga | Pos. | P   | TIT | MIN  | TC  | TCA  | %TC  | 3P  | 3PA | %3P  | 2P  | 2PA  | %2P  | TL  | TLA | %TL  | R.OF. | R.DEF. | REB | ASIS | ROB | TAP | PER | FP  | PTS  |
| 1967-68 ★ | 25   | Indiana Pacers | ABA  | SF   | 76  |     | 39.1 | 7.2 | 16.9 | .423 | 0.2 | 0.7 | .259 | 7.0 | 16.2 | .430 | 5.1 | 6.8 | .754 |       |        | 8.5 | 4.3  |     |     | 3.5 | 3.9 | 19.6 |
| 1968-69   | 26   | Indiana Pacers | ABA  | SF   | 75  |     | 35.4 | 7.5 | 15.6 | .482 | 0.1 | 0.2 | .313 | 7.4 | 15.4 | .484 | 5.9 | 7.5 | .785 | 3.0   | 3.8    | 6.8 | 4.6  |     |     | 2.9 | 3.7 | 21.0 |
| 1969-70 ★ | 27   | Indiana Pacers | ABA  | SF   | 84  |     | 41.6 | 8.6 | 17.2 | .498 | 0.5 | 1.4 | .333 | 8.1 | 15.8 | .513 | 5.4 | 6.7 | .813 | 2.1   | 5.3    | 7.4 | 4.7  |     |     | 2.7 | 3.7 | 23.0 |
| 1970-71 ★ | 28   | Indiana Pacers | ABA  | SF   | 82  |     | 41.0 | 7.4 | 15.4 | .482 | 0.8 | 2.7 | .283 | 6.7 | 12.7 | .524 | 5.0 | 6.2 | .795 | 2.1   | 4.8    | 6.9 | 4.8  |     |     | 2.8 | 3.5 | 20.6 |
| 1971-72 ★ | 29   | Indiana Pacers | ABA  | SF   | 78  |     | 38.3 | 6.8 | 14.3 | .478 | 0.7 | 2.4 | .308 | 6.1 | 11.9 | .512 | 4.1 | 5.1 | .805 | 2.1   | 4.3    | 6.4 | 3.9  |     |     | 2.7 | 2.9 | 18.5 |
| 1972-73   | 30   | Indiana Pacers | ABA  | SF   | 72  |     | 30.2 | 4.6 | 9.7  | .474 | 0.6 | 1.6 | .356 | 4.0 | 8.1  | .498 | 2.8 | 3.4 | .822 | 1.5   | 3.3    | 4.8 | 2.8  |     |     | 1.7 | 2.5 | 12.6 |
| 1973-74   | 31   | Indiana Pacers | ABA  | SF   | 82  |     | 30.8 | 4.6 | 10.1 | .457 | 0.7 | 1.9 | .361 | 3.9 | 8.2  | .479 | 1.9 | 2.4 | .775 | 1.4   | 3.4    | 4.8 | 2.8  | 0.7 | 0.7 | 1.5 | 3.0 | 11.8 |
| 1974-75   | 32   | TOTAL          | ABA  | SF   | 56  |     | 22.7 | 3.2 | 7.5  | .430 | 0.6 | 1.8 | .350 | 2.6 | 5.7  | .455 | 1.6 | 2.0 | .781 | 1.0   | 2.1    | 3.1 | 2.0  | 0.8 | 0.4 | 1.7 | 1.8 | 8.7  |
| 1974-75   | 32   | Memphis Sounds | ABA  | SF   | 7   |     | 29.9 | 4.3 | 11.7 | .366 | 1.1 | 3.4 | .333 | 3.1 | 8.3  | .379 | 2.0 | 2.3 | .875 | 1.6   | 2.9    | 4.4 | 3.0  | 0.4 | 0.7 | 1.6 | 1.7 | 11.7 |
| 1974-75   | 32   | Utah Stars     | ABA  | SF   | 39  |     | 23.8 | 3.4 | 7.5  | .447 | 0.6 | 1.6 | .375 | 2.7 | 5.9  | .467 | 1.8 | 2.4 | .766 | 0.8   | 2.2    | 3.0 | 2.1  | 0.9 | 0.4 | 1.8 | 1.7 | 9.2  |
| 1974-75   | 32   | Indiana Pacers | ABA  | SF   | 10  |     | 13.3 | 2.0 | 4.6  | .435 | 0.3 | 1.2 | .250 | 1.7 | 3.4  | .500 | 0.3 | 0.4 | .750 | 1.2   | 1.1    | 2.3 | 1.3  | 0.7 | 0.1 | 1.4 | 1.9 | 4.6  |
| Total     |      |                | ABA  |      | 605 |     | 35.5 | 6.4 | 13.6 | .469 | 0.5 | 1.6 | .321 | 5.9 | 12.0 | .489 | 4.1 | 5.2 | .791 | 1.9   | 4.0    | 6.2 | 3.8  | 0.7 | 0.6 | 2.5 | 3.2 | 17.4 |

### Playoffs
| Temporada | Edad | Equipo         | Liga | Pos. | P   | TIT | MIN  | TC   | TCA  | %TC  | 3P  | 3PA | %3P  | 2P  | 2PA  | %2P  | TL  | TLA | %TL  | R.OF. | R.DEF. | REB  | ASIS | ROB | TAP | PER | FP  | PTS  |
| 1968      | 25   | Indiana Pacers | ABA  | SF   | 3   |     | 43.0 | 8.7  | 19.0 | .456 | 0.0 | 1.0 | .000 | 8.7 | 18.0 | .481 | 4.3 | 7.0 | .619 |       |        | 10.3 | 6.7  |     |     | 4.0 | 4.7 | 21.7 |
| 1969      | 26   | Indiana Pacers | ABA  | SF   | 17  |     | 39.3 | 9.9  | 19.4 | .514 | 0.1 | 0.3 | .200 | 9.9 | 19.1 | .519 | 7.1 | 9.1 | .774 |       |        | 8.4  | 3.4  |     |     | 2.9 | 5.1 | 27.0 |
| 1970 ❍    | 27   | Indiana Pacers | ABA  | SF   | 15  |     | 46.2 | 10.1 | 21.2 | .475 | 1.2 | 3.4 | .353 | 8.9 | 17.8 | .498 | 7.2 | 8.7 | .824 |       |        | 10.1 | 5.6  |     |     | 3.2 | 3.9 | 28.5 |
| 1971      | 28   | Indiana Pacers | ABA  | SF   | 11  |     | 43.4 | 8.0  | 17.6 | .454 | 0.9 | 3.0 | .303 | 7.1 | 14.6 | .484 | 4.9 | 6.3 | .783 | 2.4   | 5.3    | 7.6  | 4.8  |     |     | 2.0 | 3.8 | 21.8 |
| 1972 ❍    | 29   | Indiana Pacers | ABA  | SF   | 20  |     | 42.3 | 8.0  | 16.5 | .486 | 0.8 | 1.7 | .441 | 7.3 | 14.8 | .492 | 3.7 | 4.5 | .822 |       |        | 6.1  | 4.1  |     |     | 1.8 | 3.3 | 20.5 |
| 1973 ❍    | 30   | Indiana Pacers | ABA  | SF   | 17  |     | 34.4 | 4.8  | 9.4  | .513 | 0.8 | 1.7 | .448 | 4.1 | 7.7  | .527 | 2.2 | 2.9 | .755 | 1.2   | 3.2    | 4.4  | 2.4  |     |     | 1.4 | 3.4 | 12.6 |
| 1974      | 31   | Indiana Pacers | ABA  | SF   | 13  |     | 34.8 | 5.2  | 11.6 | .444 | 0.7 | 2.1 | .333 | 4.5 | 9.5  | .468 | 3.1 | 3.8 | .816 | 1.8   | 4.0    | 5.8  | 3.7  | 0.7 | 1.0 | 0.8 | 3.4 | 14.1 |
| 1975      | 32   | Indiana Pacers | ABA  | SF   | 14  |     | 13.0 | 1.6  | 3.7  | .423 | 0.1 | 0.6 | .250 | 1.4 | 3.1  | .455 | 1.1 | 1.4 | .842 | 0.6   | 1.3    | 1.9  | 1.5  | 0.3 | 0.6 | 0.4 | 1.7 | 4.4  |
| Total     |      |                | ABA  |      | 110 |     | 36.6 | 7.0  | 14.5 | .481 | 0.6 | 1.7 | .358 | 6.3 | 12.7 | .498 | 4.2 | 5.3 | .792 | 1.4   | 3.3    | 6.4  | 3.7  | 0.5 | 0.8 | 1.9 | 3.6 | 18.7 |